# Bill Maclagan
William Edward Maclagan (Edimburgo, 5 de abril de 1858-10 de octubre de 1926) fue un rugbista y agente de bolsa británico que se desempeñó mayoritariamente como centro. Fue internacional con el XV del Cardo de 1878 a 1890.
Tuvo la plusmarca de internacional escocés durante trece temporadas por sesenta años y fue el primer capitán de los Leones Británicos e Irlandeses. Desde 2009 es miembro del World Rugby Salón de la Fama.

## Carrera
Empezó a jugar al rugby mientras estudiaba en la Academia de Edimburgo y al egresar se unió al club Edinburgh Accies. Jugó con Edinburgh Rugby desde 1877 y ocasionalmente para East of Scotland.
Al retirarse se convirtió en dirigente y llegó a ser presidente de la Unión Escocesa de Rugby de 1894 a 1896.

## Selección nacional
Jugando como fullback para Edinburgh Accies, fue convocado al XV del Cardo en 1878 y debutó ante Inglaterra.
Empezó a jugar de centro en 1880 y durante el Torneo de las Cuatro Naciones 1883 le marcó tres tries a Gales, su mejor partido. Se lo nombró capitán para el Cuatro Naciones 1884, liderando victorias sobre los Dragones rojos e Irlanda y cayendo ante los ingleses; ganadores del torneo. El último partido es recordado por un controvertido try inglés que ocasionó una fuerte discusión de más de diez minutos entre los dos equipos.
La siguiente temporada Escocia se negó a jugar contra Ia Rosa, Maclagan guio al empate contra Gales y a la victoria sobre el XV del Trébol. Debido a su rol en la negativa a jugar, no volvió a ser convocado y recién volvió para el Cuatro Naciones 1887, torneo que ganó.
Recuperó la capitanía para la edición de 1889; le anotó un try a Gales en el Cardiff Arms Park, disputó su última prueba ante Inglaterra y Escocia se consagró campeona.

### Leones británicos e irlandeses
A pesar de que no era convocado a Escocia, la Rugby Football Union lo nombró capitán de un equipo británico que visitó la actual Sudáfrica en 1891 y hoy son los Leones Británicos e Irlandeses.
Macalagan jugó en 19 de los 20 partidos, incluyendo las tres pruebas contra los Springboks y les anotó un try al seleccionado afrikáner.

## Palmarés
- Campeón del Torneo de las Cuatro Naciones de 1887 y 1889.